# مايك ستيوارت (متركمج)
مايك ستيوارت (بالإنجليزية: Mike Stewart)‏ هو متركمج أمريكي، ولد في 17 مايو 1963 في هاواي في الولايات المتحدة.

## وصلات خارجية
- مايك ستيوارت على موقع EncyclopediaOfSurfing.com (الإنجليزية)
- مايك ستيوارت على موقع IMDb (الإنجليزية)
- مايك ستيوارت على موقع كينوبويسك (الروسية)